# AJSS Saintes
.
El AJSS Saintes de Terre-de-Haut es un equipo de fútbol de la Isla Guadalupe que juega en la Liga Guadalupense de Fútbol, la liga de fútbol más importante de la isla.

## Historia
Fue fundado en el año 1993 en la localidad de Terre-de-Haut y ha sido campeón de Liga en 1 ocasión y ha jugado 1 final de Torneo de Copa. Nunca ha participado en torneos continentales ni ha jugado torneos de la estructura del fútbol francés.

## Palmarés
- Liga Guadalupense de Fútbol: 1

2011-12
- Copa Francesa: 0
  - Finalista: 1

2010